# حسن باشا الكركوكلي
حسن باشا الكركوكلي سياسي عثماني من مماليك العراق.حكم بغداد خلفاً للوالي عبد الله باشا الكهية، وإبتدأت حكومته من سنة (1192ه‍/ 1778 م) إلى سنة (1193 ه‍/ 1779م). وخلفه سليمان باشا الكبير.

## لمحة تاريخية
في عام 1192 ه‍، توفي والي بغداد عبد الله باشا الكهية وانه كان سببا في إحتلال البصرة من الأعاجم ولم ينصرها، وأنه ولى أموره إلى عجم محمد وهذا لم يكن من أرباب السياسة والحكم، ورد من العجم، وشاربه لم ينبت بعد، ومعه أختاه وأمه، وعملن راقصات عند الأكابر، والذين هم في الحقيقة أراذل واصاغر، حتى نال (عجم) المراتب، فقبل ان يكون عند عبد الله باشا كان عند عمر باشا الكهية دواداراً. وعند عبد الله باشا الذي صيره خازندار، وعندما ارسل السلطان خزائن جمة لفتح البصرة، اخذها لنفسه وبين للوزير انه صرفها في أمور الوزير. والحاصل ان عجم محمد تمكن من استهواء الوزير وكذلك تسلط على سليم أفندي ممثل الدولة (الذي أمر السلطان بسجنه وقتله ومصادرة أمواله لاحقاً عندما علم بخيانته)، حتى نال عجم محمد منه منصب كتخدا، وفي الحقيقة كان الوزير (الذي بيده زمام الأمر) عجم محمد لا عبد الله باشا ولا غيره، فاضطربت الاحوال والفتن والتنافس للاستيلاء على الحكم.

## وزارة حسن باشا
كان النزاع على الوزارة لا يزال قائما بين الكهيات كل طلبها لنفسه وكتبوا محضراً بالترشيح قدم إلى الدولة، وكذلك رشح والي كركوك حسن باشا نفسه لوزارة بغداد.أما عجم محمد وإسماعيل الكتخدا فقد أخفقا في مساعيهما. ولكن مطامعهما باقية من خلال جمعهم تواقيع الأهالي على مضابط يؤيدون وجهة نظرهم في إختيار صاحبهم ولياقته بالقيام بمهام الولاية رفعوها إلى الدولة العلية. لكن الدولة وجهت الوزارة إلى حسن باشا الكركوكلي بولاية بغداد والبصرة في أواسط 1192 ه‍.وحينئذ سكن الإضطراب وخرج الأهلون من خطر الفتنة، واختفى اصحاب الزيغ... وبعد تأخير بسبب فض النزاعات في طريقه، دخل حسن باشا بغداد في 17 ربيع الآخر 1192ه‍. وفي اليوم التالي قرئ فرمانه وقام بشؤون الإدارة فابدى الرأفة واعفى عن المفسدين، وكذا تسامح مع عجم محمد الكهية وأغمض عنه العين. وبهذه الصورة بقى محمد الكهية في قلعة بغداد خمسة أيام دون ان يتخذ بحقه أي قرار.حتى طلب من أحمد طيفور رئيس البوابين ان يخبر الوزير حسن باشا بانه يريد ان يعرف مصيره داخل القلعة فالوزير لم يقربه ولم يبعده، فلم يصله الجواب. في اليوم السادس نزل من سور القلعة وكان باتتظاره الخيالة فانهزم والتحق بأحمد بن محمد خليل شيخ عشيرة اللاوند فأخذوه إلى جيشهم وجعلوه رئيساً وأعطوه لقب (باشا) واتفق ابن خليل معه فعصى على الوزير وشرعوا بارتكاب المنكرات واضرموا نار الفتنة فقطعت الطرق وزالت الراحة.
وبعد قتال هنا وهناك، وبمساعدة محمد بك الشاوي وعشيرة العبيد والأكراد بقيادة أحمد باشا حاكم كردستان الذي استدعي إلى بغداد لكنه توفى في الطريق للالتحاق بقوة محمد بك الشاوي، والكتخدا عثمان الكهية الذي عينه الوالي حسن باشا قائداً لحملة القضاء على تمرد عجم محمد، وبعد وفاة أحمد باشا اصبخ أخيه محمود باشا بدلاً عنه... االذين ابدوا شجاعة لا توصف فوقع قتال الأعداء في مندلي في محل (سبع رحى) فدمرهم وأسر منهم أكثر من مائة. وهرب محمد الكهية (عجم محمد) وأحمد آغا ابن محمد خليل على ظهور الخيل طلباً للنجاة وتشتت شمل جموعهم، تاركين أموالهم وذخائرهم، ووصلوا جبال اللورستان متحصنين فيها، وهي من ممالك زكي خان أحد سلاطين العجم.

## احوال البصرة
وكان حصار البصرة 1775، من قبل الأعاجم بامر كريم خان الزند فحاصرها اخوه صادق خان الزند، وفي سنة 1193 ه/1779م، وبعد ان سيطر على البصرة ونهب أموال الأغنياء وسحق الآخرين، ذهب عنها إلى شيراز تاركا عليها علي محمد خان حاكما عليها ومعه اثنا عشر ألفاً من الجنود وهذا بقي سنة عليها جار خلالها على أهل البصرة وأرهقهم ذلاً، وأراد ان يمد نفوذه على العشائر فكلف ثامراً شيخ المنتفق بالإذعان والطاعة، فلم يرضخ له، لذا أبقى على البصرة محمد حسين خان السيستاني مع ألفين من جنده لمحافظتها وعزم هو بنفسه للتنكيل بثامر. وفي الأثناء جاء إلى ثامر المدد من أطرافه وتصادموا فكانت القاضية على جيوش إيران فلم يجدوا لأنفسهم مهرباً وصار قسم منهم طعماً للسيوف والقسم الآخر غرقوا في شط العرب، وهلك في هذه الحرب (علي محمد خان) وأخاه وباد جيشهم سوى 35 خيالاً، وغنمت العشائر كافة مهماتهم. ويحكى عن ثامر ان بعض ما قاله، لاشك ان نصرتنا هذه بتوفيق من الله تعالى وإلا فلا يقدر على القيام بذلك أمثالنا.

وفي مطالع السعود خرج جيش العجم من البصرة ورئيسهم محمد علي خان وكان مع عسكره عرب من بني كعب وأستشار شيخ عشيرة آل كثير فاخبره بمكيدة تضر بالعرب، وكان رؤساء المنتفق ثويني وثامر الشبيبيين، فشرط عليهم شروطا تأباها شيم العرب وتود المود والفاء والجلاء دونها، منها الأتاوة، ومنها سب الصحابة علنا على المنابر والمنائر، فما قبلوا منهم ثويني وثامر واستعدوا للموت، حتى التقى الجيشان في أبي حلانة وبعد خمس ساعات انفل جيش العجم وقتل محمد علي خان، هذه الهزيمة الثانية على العجم المسماة واقعة أبي حلانة وكانت هي السبب في تقصير همة العجم من أخذ جميع العراق. وكانت الهزيمة الأولى في وقعة الفضلية.

## حكومة البصرة
خرج صادق خان من البصرة بمن معه من العساكر من لدن نفسه، لما بلغه ان العجم سلطنوا عليهم زكي خان، فهرب إلى ما شاء الله خوفاً من زكي خان ووالي بغداد حسن باشا الكركوكي الذي ارسل نعمان بك متسلماً على البصرة الذي سار إليها وحكمها لعدم وجود من يعارضه، ورمم أسوارها، وفرح أهلها وعدوه من أعظم الفتوح. وقام زكي خان باطلاق سراح أسرى البصرة ومتسلمها الأول سليمان بك (سليمان باشا الكبير) ولما فكه من الأسر أنعم عليه بولاية البصرة. فخرج من شيراز ووصل الحويزة فكاتب أهل البصرة بانه هو والي البصرة من قديم، وانه قاسى الشدائد في حصارها، ولم يعزله أحد. فلم يقبل منه نعمان بك ولا ثامر، فبقي بالحويزة. وبعد مقتل ثامر بسهم أصابه في معركة مع الخزاعل، وكان سليمان بك قد كاتب والي بغداد ان يرد اليه البصرة فلم يسعفه. فكتب إلى الدولة العلية وهو في الحويزة يسترحم منها رد البصرة إليه. وقد استجاب له ثويني بن عبد الله وان خالف والي بغداد لما له من المآثر والعدل، وراسله بالقدوم إلى البصرة والياً عليها. فبينما هو شارع بالسفر إلى البصرة جاءه فرمان من السلطان بولاية البصرة وانه أحق من غيره.

## نهاية حكومة الكركوكلي
صادف ان أهل بغداد نقموا على وزيرهم حسن باشا لضعفه في مقاومة عجم محمد وابن خليل اللذان رجعا من اللورستان إلى قرب بغداد وبدأوا بتخويف الناس وقطع الطرق وشنا الغارات على بغداد مساءً وصباحاً. فلما ضاق ذرعاً أهل بغداد أخرجوا الوالي حسن باشا قهراً من بغداد، فخرج من بغداد ليلاً ونزل في الجانب الغربي وبقى أياماً، وبعدها سافر قاصداً ديار بكر بن وائل، فلما وصلها مرض ومات هناك. ومنذ خروجه بقيت الولاية شاغرة، فاتفق أهل بغداد ان يجعلوا إسماعيل باشا قائم مقام الوالي إلى ان يحضر أمر الدولة العلية. حتى ورد الفرمان بعد أيام بتوجيه إيالة بغداد والبصرة وشهرزور إلى سليمان باشا في 15 شوال سنة 1194 ه‍.